# Bastione di San Bernardino
Il bastione di San Bernardino è un baluardo situato lungo le mura magistrali di Verona, sulla destra d'Adige, ideato dall'architetto militare Franz von Scholl.

## Storia e descrizione
Una prima fase vide la costruzione della cinta muraria scaligera, commissionata da Cangrande della Scala e realizzata tra 1321 e 1325 su progetto del maestro Calzaro. In un momento successivo, tra 1538 e 1540, al posto della difesa medievale venne realizzato un bastione su progetto del noto architetto rinascimentale Michele Sanmicheli, nell'ambito del rafforzamento da parte della Repubblica di Venezia delle fortificazioni di Verona, che aveva l'obiettivo di renderle più adatte all'introduzione della polvere da sparo.
Il bastione sanmicheliano venne però demolito tra 1801 e 1802 dalle truppe napoleoniche, per cui venne ricostruito nel 1836 su commissione dell'Impero austro-ungarico: questo, insieme ad altri cinque bastioni situati lungo le mura meridionali, venne ideato dall'architetto austriaco Franz von Scholl, per cui tutti e sei rispecchiano il medesimo tipo fortificatorio, del tutto innovativo e originale. I nuovi bastioni sono simili per forma, in pianta, nei profili e per l'ordinamento funzionale, rispondendo a ragioni di economia costruttiva e ai più progrediti criteri della difesa attiva, a sortite offensive.
Si tratta di un bastione pentagonale formato da terrapieno con scarpate a pendenza naturale, cinto da muro di rivestimento distaccato alla Carnot, con orecchioni e porte di sortita, caponiera centrale a due piani, poterne di comunicazione ai due lati e una polveriera per l'uso giornaliero sul fronte di gola. Sul rovescio dell'orecchione è disposta una porta per le sortite (originariamente con ponte levatoio), disposta in modo da essere sottratta alla vista dall'esterno. Il muro distaccato, dotato di nicchie archeggiate per la protezione dei fucilieri, e le altre opere murarie sono rivestite di conci di tufo veronese a opus poligonale. Invece le cortine murarie annesse, cinquecentesche, sono rivestite da un paramento in laterizio il cui profilo è a scarpa, ossia in pendenza sino all'altezza della cordonatura di pietra, e terminano con un coronamento superiore, sempre in laterizio, verticale, che sostiene il parapetto di terra con scarpata a pendenza naturale. Il muro aderente è attraversato da una galleria di contromina, provvista di spiragli per la luce e per l'aria.